# Place de la République (Erevan)
Pour les articles homonymes, voir Place de la République.
La place de la République (en arménien : Հանրապետության հրապարակ, Hanrapetutyan Hraparak), est une place d'Erevan, capitale de l'Arménie. Elle constitue, avec la place de La Liberté où se trouve l'Opéra, l'un des deux centres de la ville.

## Situation et accès
Située dans l'arrondissement de Kentron, la place comprend deux parties contiguës. La première est formée d'un espace central ovoïdal dont les dessins du pavement évoquent ceux des tapis arméniens. Celui-ci est cerné de voies de circulation et fermé par des bâtiments monumentaux, comme le palais du gouvernement ou l'hôtel Marriott Armenia, dont les façades épousent la forme incurvée de la place. La seconde au nord-est est une esplanade de forme trapézoïdale ornée d'un bassin d'où jaillit l'eau d'une fontaine musicale.  
La place est connectée avec les rues Abovian et Nalbandian au nord-est, l'avenue Tigran Mets au sud et les rues Vazgen Sargsian à l'ouest et Amirian au nord-ouest.

## Origine du nom
Elle porte ce nom en l'honneur de la république d'Arménie, dont Erevan est la capitale, qui est le régime politique en vigueur depuis l'indépendance du pays en 1991.

## Histoire
La place a été dessinée par l'architecte Alexandre Tamanian, en tant qu'élément du plan général de 1924 qui a déterminé l'ensemble des caractéristiques des bâtiments construits par la suite. L'ovale central fut construit dès les années 1930. Mais c'est seulement dans les années 1970 que la place finit par avoir son visage actuel.
Durant l'ère soviétique, la place est nommée « place Lénine » (Լենինի հրապարակ, Lenini hraparak), comme dans la majorité des capitales des républiques soviétiques de l'époque. Une statue de Lénine y trônait d'ailleurs. C'est en 1991, année de l'indépendance du pays, que la place trouve son nom actuel et que la statue est déboulonnée.
Depuis, la place a subi plusieurs rénovations comme l'agrandissement des trottoirs, le repavement du centre de la place ainsi que l'installation d'une œuvre d'art pour remplacer la statue de Lénine.
De nos jours, la place est le lieu de rencontre des Érévanais pour toutes les grandes occasions : Nouvel An, fête de fin d'année scolaire, fête nationale le 21 septembre et le concert de Charles Aznavour en 2006 pour l'ouverture de l'année de l'Arménie. En 2007, les fontaines de la place ont été rénovées et depuis leur réouverture, le public peut admirer tous soirs d'été des jeux d'eaux et de lumières musicaux.

## Bâtiments remarquables et lieux de mémoire
Quatre des cinq bâtiments de la place sont construits entre 1926 et 1958, le cinquième, abritant la Galerie nationale et le Musée d'histoire, n'étant achevé qu'en 1975. Tous voient leur originalité dans l'ornementation sculptée, l'utilisation des arcs et du tuf rose, crème et ocre. Le style architectural est néo-arménien.

### Palais du gouvernement
Ce bâtiment se trouve au sud-est de la place et présente une façade centrale qui épouse la forme de la place. Œuvre d'Alexandre Tamanian, sa partie nord-ouest est la première achevée, en 1929, et est destinée au commissariat du peuple arménien ; elle est intégrée à un bâtiment plus imposant conçu entre 1932 et 1936, mais la construction est interrompue en 1941 ; le fils de l'architecte, Gevorg, reprend les travaux en modifiant le projet. Ceux-ci sont achevés en 1952.

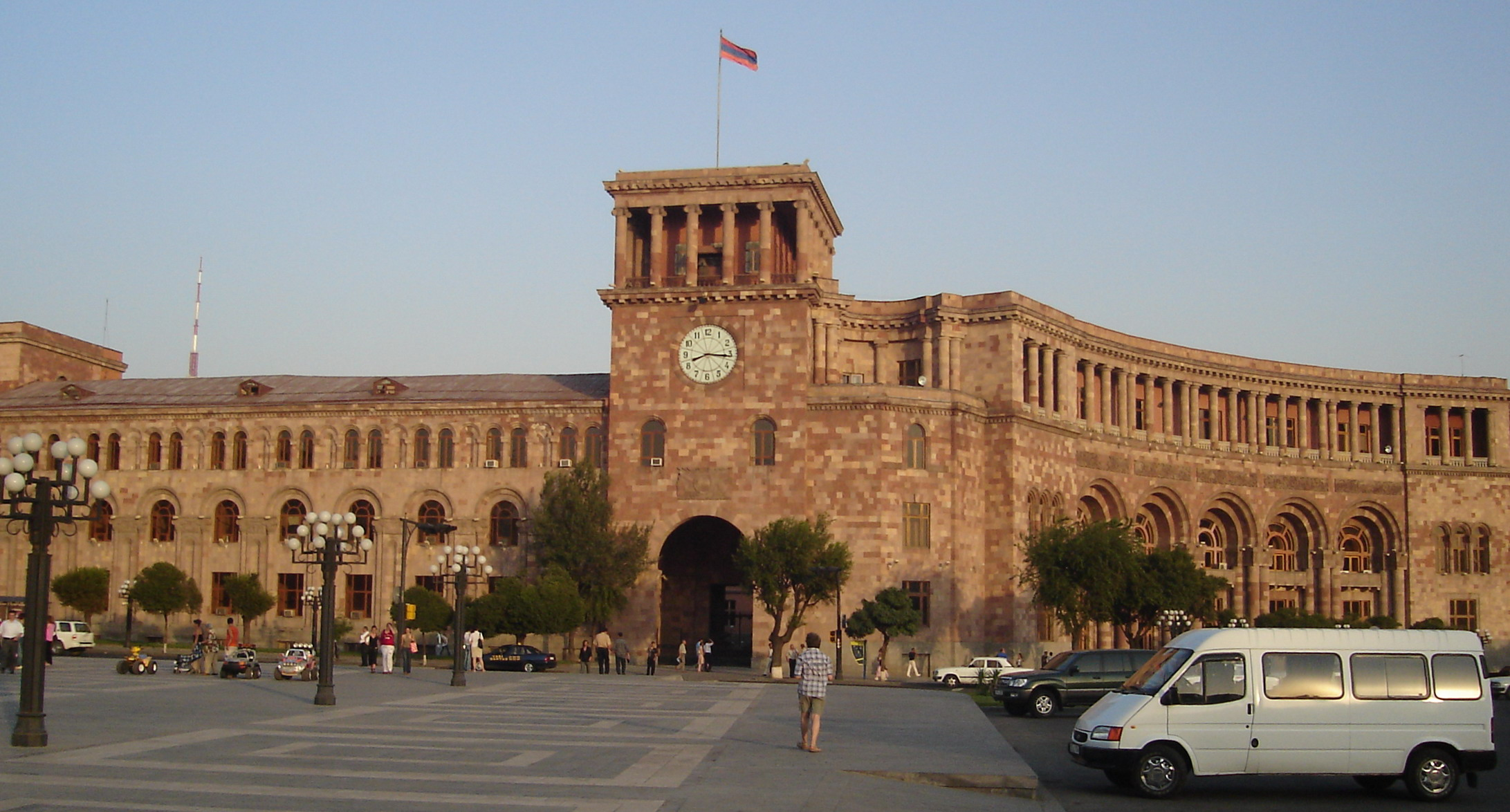
Palais du gouvernement.

### Palais du gouvernement 2
Ce bâtiment est situé au nord de la place et comprend lui aussi une façade incurvée. Construit en 1955, il est l'œuvre de Samvel Safarian et a notamment abrité le ministère des Affaires étrangères de 1996 à 2016. 

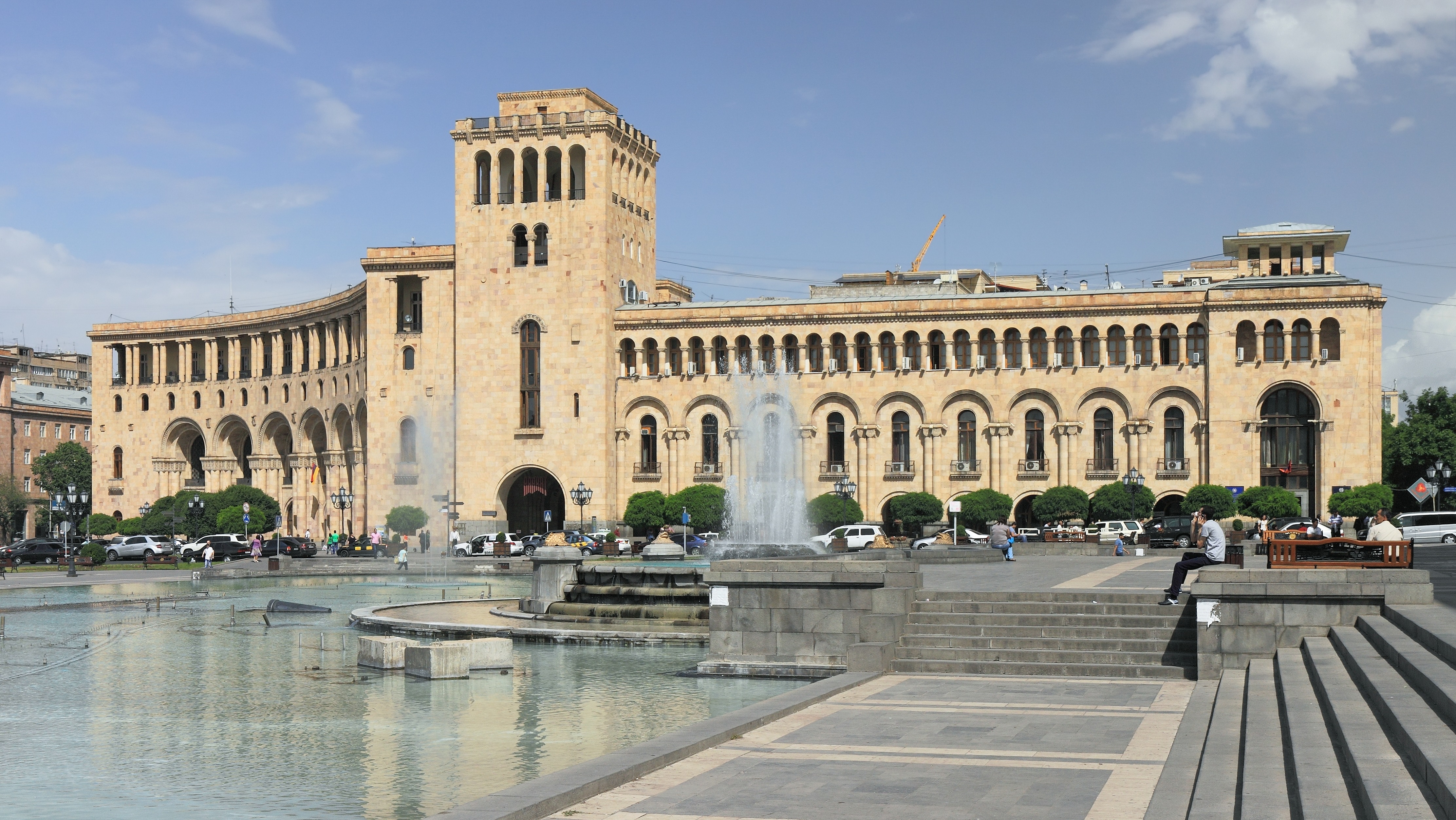
Palais du gouvernement 2.

### Hôtel Armenia
Ce bâtiment construit en tuf rose est situé au nord-ouest de la place. À l'époque soviétique déjà, la société Intourist, qui en était propriétaire, recevait des touristes de toute l'URSS et du reste du monde.
À la chute du communisme, l'hôtel tombe en désuétude. Ce n'est qu'après la fin de la crise du début des années 1990, et la reprise de l'activité touristique, que des rénovations prennent place. En 2002, la société américaine Marriott rachète l'hôtel et finit de le mettre aux normes occidentales d'un 4 étoiles.

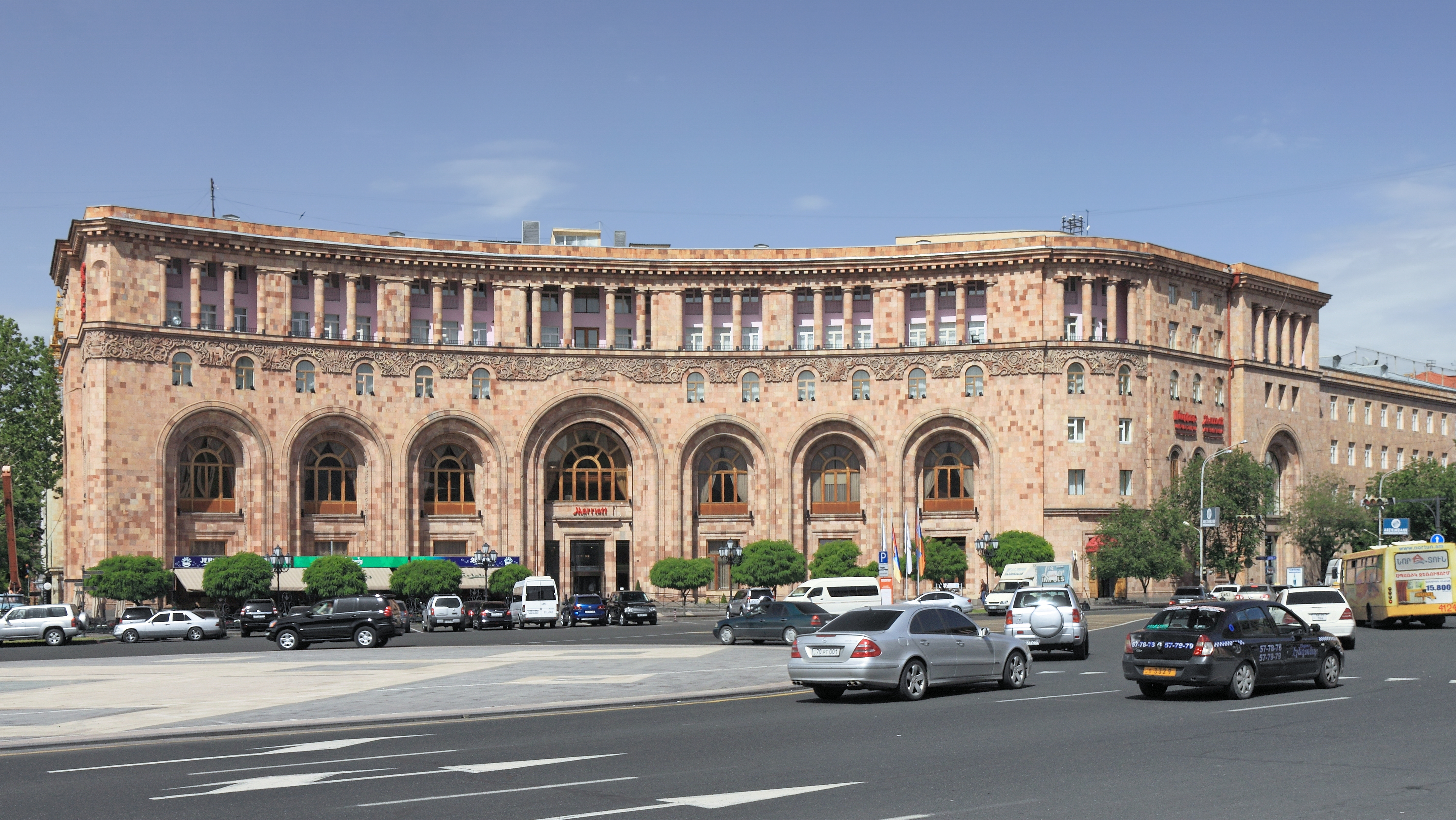
Hôtel Marriott Armenia.

### Bâtiment des syndicats et des communications
Ce bâtiment est situé au sud-ouest de la place. Construit en 1950 et doté lui aussi d'une façade incurvée, il était à l'origine le siège du Conseil des syndicats, avant d'abriter le ministère des Transports et Communications jusqu'en 2016, ainsi qu'un bureau de poste. Son architecture est similaire à celle des autres bâtiments et son centre est percé d'une grande arche ouverte sur un passage piéton.

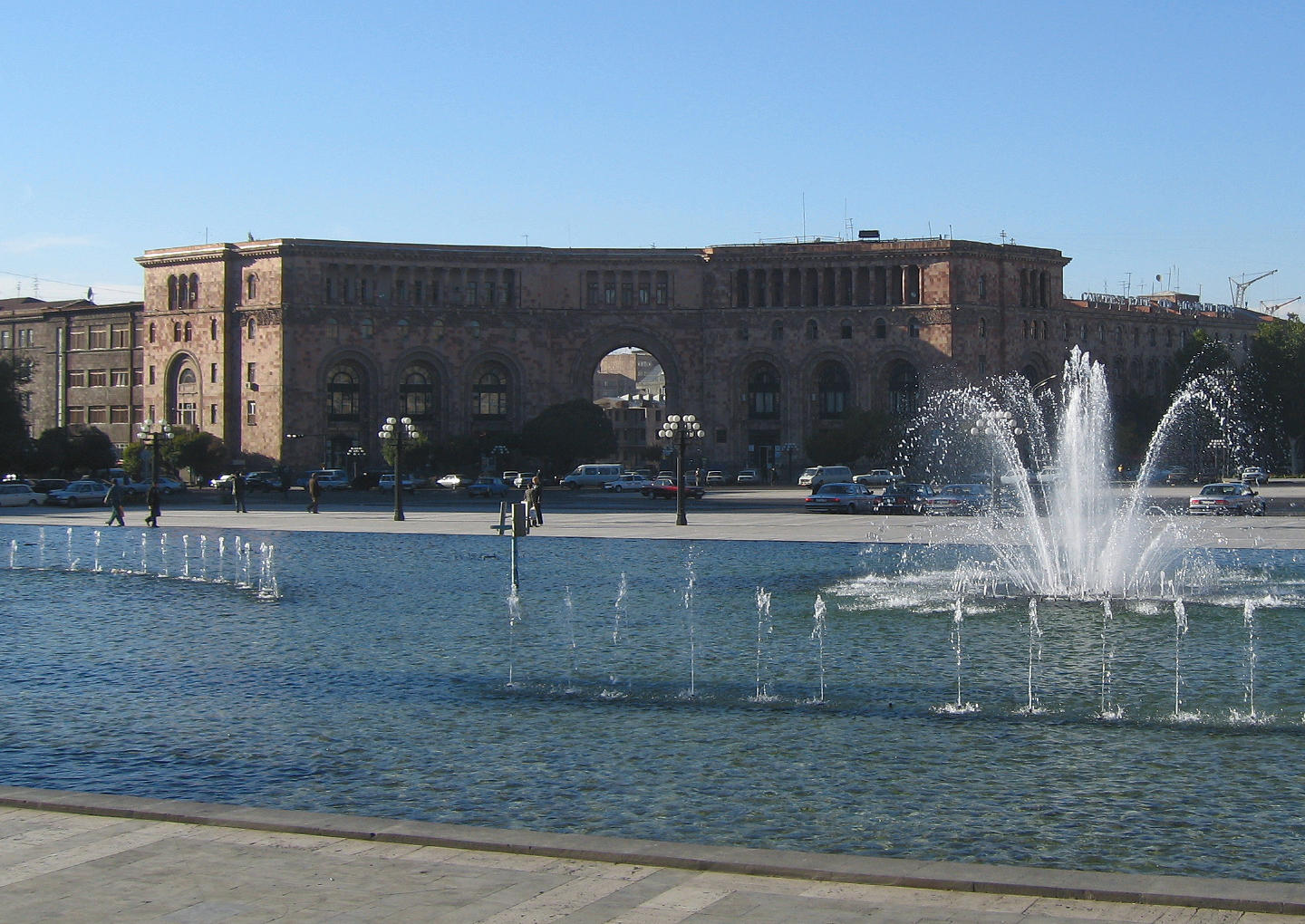
Bâtiment des syndicats et des communications.

### Galerie nationale et Musée d'histoire
Au nord de la place, le Musée d'histoire et la Galerie nationale sont hébergés dans un bâtiment construit en pierre blanche dont la façade s'élève devant le bassin d'eau de la place. La construction du bâtiment, œuvre de M. Grigorian et A. Ghazarian, a débuté en 1967 et s'est achevée en 1975.

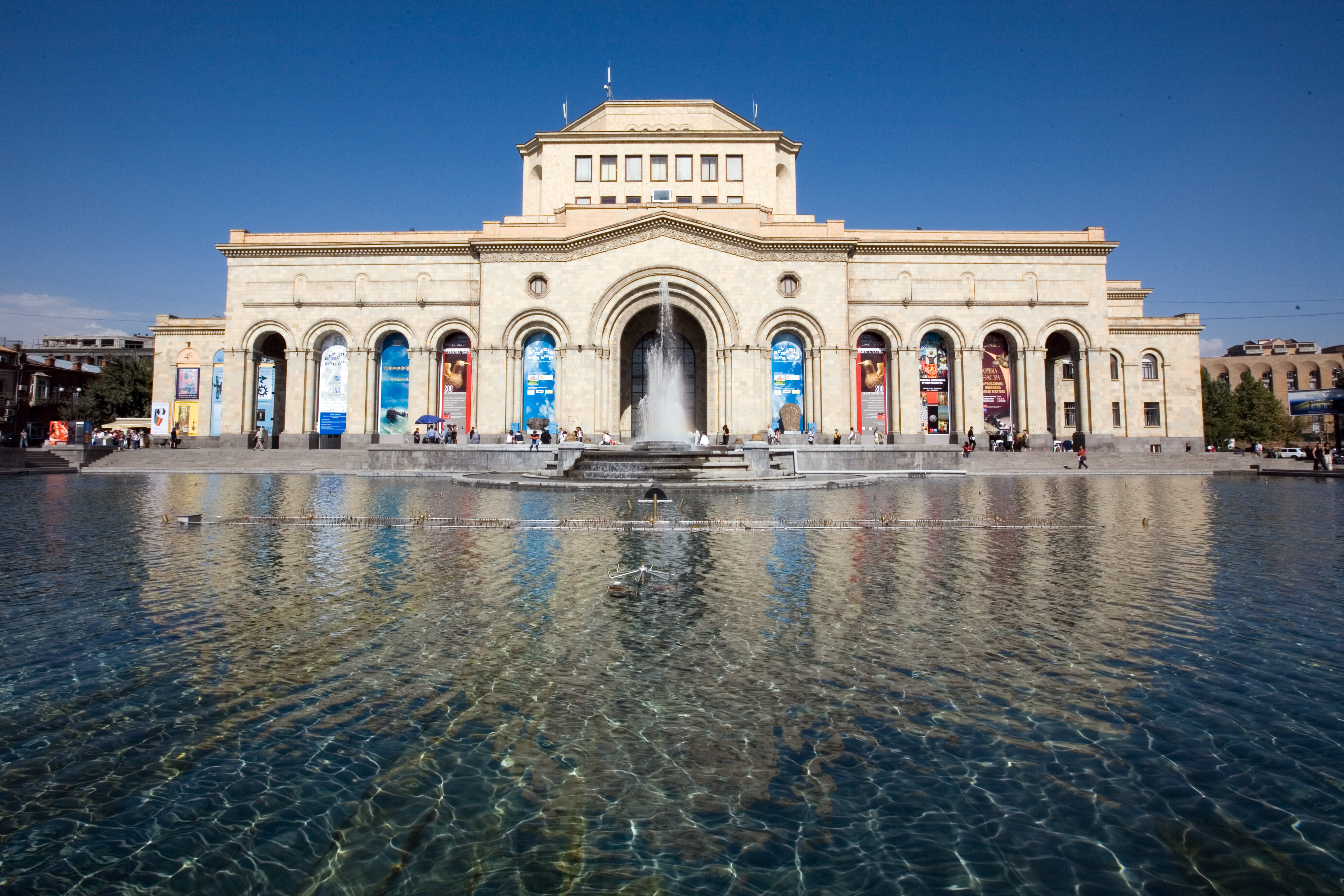
Musée de l'histoire nationale et Galerie nationale.

### Les2 750 fontaines
Dans le parc Chaoumian qui s'étend au sud-ouest entre les deux voies de la rue Vazgen Sargsian, sont implantées 2 750 fontaines dans cinq bassins successifs. Elles ont été installées en 1968 sous l'ère soviétique pour commémorer le 2750e anniversaire de la ville d'Erevan.